# Nematopaguroides pusillus
Nematopaguroides pusillus är en kräftdjursart som beskrevs av Forest och de Saint Laurent 1968. Nematopaguroides pusillus ingår i släktet Nematopaguroides och familjen eremitkräftor. Inga underarter finns listade i Catalogue of Life.